# دبلو بردو
دبلو بردو (به صربی: Debelo Brdo) یک روستا در صربستان است که در Western Serbia واقع شده‌است. دبلو بردو ۱٬۰۹۴ متر بالاتر از سطح دریا واقع شده‌است.